# Плакирование

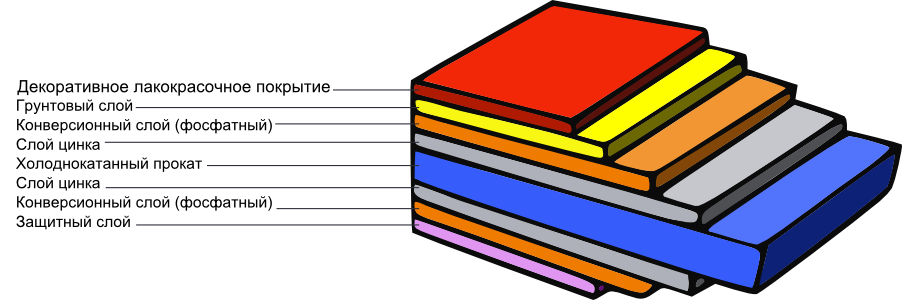
Плакиро́ванный металл

Плакирова́ние (фр. plaquer — накладывать, покрывать), термомехани́ческое покры́тие — нанесение на поверхность металлических листов, плит, проволоки, труб тонкого слоя другого металла или сплава термомеханическим способом.

## Процессы плакирования
Осуществляется в процессе горячей прокатки (например, плакирование листов и плит), прессования (плакирование труб), а также методом сварки взрывом. Заключается в совместной горячей прокатке или волочении основного и защитного металлов. Сцепление между металлами осуществляется в результате диффузии под влиянием совместной деформации горячей заготовки. Защищаемый металл (сталь, сплавы титана) покрывают с одной или с обеих сторон медью, томпаком, коррозионно-стойкой сталью, алюминием.
Плакиро́ванную проволоку изготавливают волочением трубы, внутрь которой вставлен сердечник из другого металла. 

## Виды плакирования
Плакирование может быть одно- и двусторонним.

## Применение
Цель плакирования состоит в том, чтобы создать на поверхности детали слой материала с особыми свойствами (высокой твёрдостью, коррозионной и/или износостойкостью и др.), который применяется при изготовлении деталей/оборудования или при восстановлении их формы после изнашивания. При этом толщина плакирующего слоя может составлять от десятых долей миллиметра до нескольких миллиметров.
Плакирование используется при изготовлении и ремонте элементов деталей, подверженных воздействию агрессивных сред (грязи, шлаков, пара) в целях экономии дорогостоящих материалов. Применяется для получения биметалла и триметалла, для создания антикоррозийного слоя алюминия на листах, плитах, трубах из алюминиевых сплавов, нанесения латунного покрытия на листы стали (вместо электролитического покрытия) и т. д.
Также используется в ювелирном деле, например, накладка в виде золота накладывается на серебро (серебро с золотом).
Плакирование широко применяется при изготовлении монет — например, монеты 1 и 5 копеек (сталь, плакированная мельхиором), 10 и 50 копеек (сталь, плакированная томпаком — с 2006 по 2014 годы) и 5 рублей (медь, плакированная мельхиором — до 2009 года). В корпусах ядерных реакторов используют плакирование нержавеющей аустенитной сталью внутренней поверхности корпуса, так как основной материал корпуса (перлитная высокотемпературная сталь) подвержен коррозии при высоких температурах.
Недостатками плакирования являются дороговизна метода и ускоренная коррозия в зоне сварных швов.